# Gita Lenz
Gita Lenz (geb. als Gertrude Maslow am 9. Oktober 1910 in New York City, verwitw. Gertrude Zoul, gesch. Gertrude Lenz; gest. 20. Januar 2011 ebenda) war eine amerikanische Fotografin. Sie war Teilnehmerin der Ausstellung The Family of Man, im Jahr 2010 erschien eine Monografie über ihr Schaffen.

## Leben und Werk
Gertrude „Gita“ Maslow war die Tochter des jüdisch-ukrainischen Ehepaares Louis Maslow und Yetta Youkeles, sie wuchs mit einem jüngeren Bruder auf. Gita interessierte sich für Sozialismus und Kommunistischen Anarchismus. Anfang 1931 heiratete sie den tschechischen Immigranten George Zoul. Dieser schloss sich dem Lincoln-Bataillon an, kämpfte im Spanischen Bürgerkrieg und kehrte nicht wieder zurück. Gitas zweite Ehe war die mit Richard Lenz, sie dauerte von der Eheschließung an nur eineinhalb Jahre, den Namen aus dieser Verbindung führte Gita Lenz weiterhin. Ihre kleine Wohnung im Greenwich Village, die sie 1940 bezog, behielt sie, bis sie in ein Altersheim umziehen musste. Zu ihren Bekanntschaften zählten unter anderem Julien Beck, Gründer von The Living Theatre, und der Bürgerrechtsaktivist Bayard Rustin, enger befreundet war Lenz mit dem Dichter William Packard und mit Aaron Siskind. Ihren Lebensunterhalt bestritt sie stets autonom, in unterschiedlichen Arbeitsverhältnissen. Bei Packard, für dessen Magazin NY Quarterly sie in den 1970ern jobbte, studierte sie eine Weile auch Kreatives Schreiben. Die Kamera trat mehr und mehr in den Hintergrund, und ab den 1970er-Jahren war die Fotografin Gita Lenz praktisch vergessen. Einem Zufall im Zusammenhang mit ihrem Wohnungswechsel im ersten Jahrzehnt des 21. Jahrhunderts war es zu verdanken, dass ihr privates Archiv gesichtet wurde. Von da an nahm sich der Fotograf Gordon Stettinius des Werks von Lenz an, und seine Beschäftigung mündete in den Bildband Gita Lenz: Photographs (Candela Books, 2010).
Die fotografische Arbeit von Gita Lenz gilt als von Aaron Siskind beeinflusst, ab Anfang der 1950er-Jahr arbeitete sie professionell und erfuhr Anerkennung: Ihre Aufnahmen wurden in mehreren Ausgaben von Modern Photography veröffentlicht. Edward Steichen, der Gita Lenz 1955 in die legendäre Ausstellung The Family of Man im MoMA mit einschließen würde, nahm Lenz bereits in die Zusammenschau Abstraction in Photography auf. Als Nächstes stellte das Brooklyn Museum ihre Fotografien aus. Dort hieß es zu ihren Bildern: „Gita Lenz, magazine photographer, presents her material in a lyrical style which contrasts city and country life. A fine musician, as well as a skilled camera artist, Miss Lenz expresses herself with grent rhythm and understanding of her medium.“ Über die Ausstellung in der Gitterman Gallery schrieb der New Yorker Jahrzehnte später, Lenz, deren Schaffen nie besonders bekannt gewesen sei, tauche in dieser Präsentation als „a sharp, knowing eye“ auf. Ihre Bilder aus den späten 1940er-Jahren wurden mit denen von Walker Evans, Helen Levitt und Aaron Siskind verglichen – „and the best of them are terrific—period pieces full of graphic punch and urban grit“. Ihre Porträtfotos seien nicht im selben Ausmaß fesselnd wie ihre Studien von „stacked cinder blocks, distressed surfaces, or abstracted architecture“, in der Gesamtschau sei die Fotokünstlerin auf jeden Fall die Wieder- oder Neuentdeckung wert. Auch im Wall Street Journal wurde die Ausstellung besprochen. Im Nachruf einer französischen Fotozeitschrift wurde Gita Lenz als Protagonistin der New York Street Photography bezeichnet.

## Publikation
Im Jahr 2010 erschien bei Candela Books in New York die von Gordon Stettinius herausgegebene Monografie Gita Lenz: Photographs. Die Erinnerung der Fotografin hatte im Prozess der mehrjährigen Arbeit am Buch zu verblassen begonnen, und sie sei oft selbst erstaunt gewesen, dass sie die Urheberin der versammelten Aufnahmen sei. Was sie hingegen nach wie vor stark präsent gehabt habe, seien die Kosten, die mit dem Fotografieren verbunden sind, so überlieferte es ein Feature auf npr.